# Virginijamicin
Virginijamicin je streptograminski antibiotik, koji je sličan pristinamicinu i hinupristin/dalfopristinu. On je kombinacija pristinamicina IIA (virginijamicin M1) i virginijamicin S1. Virginijamicin se koristi u industriji etanolnog goriva za sprečavanje mikrobne kontaminacije. On se takođe koristi u poljoprivredi, posebno u stočarstvu, za ubrzavanje rasta životinja i za sprečavanje i tretiranje infekcija.